# 金鎔範
金 鎔範（キム・ヨンボム、朝鮮語: 김용범、1902年8月18日 - 1947年9月7日）は、朝鮮独立運動家、政治家。朝鮮共産党北部朝鮮分局責任秘書、北朝鮮労働党中央委員会検閲委員会委員長、平安南道人民委員会委員などを歴任。金日成の政権掌握に貢献した1人で、朝鮮労働党の始祖とされる。同じく朝鮮独立運動家で、朝鮮民主女性同盟中央委員会委員長を務めた朴正愛は妻。

## 経歴
1902年に平安南道安州郡で生まれた。書堂で漢学を学び農業に従事する中、1921年に平壌大成学院の4年生に編入し1922年に卒業した。1923年に満州に渡り、1925年に中国共産党に入党した。同年に設立された朝鮮共産党の外郭団体、高麗共産青年会に参加し、1927年に朝鮮共産党満州総局に参加した。1930年にはソ連に渡り、ウラジオストク労働者クラブで働いた。同年11月にはコミンテルン極東局の推薦により東方勤労者共産大学に入学した。1932年に卒業し、帰国する。帰国後は労働者の身分で、朝鮮共産党再建運動などの地下工作に参加するが、1935年に独立運動家の朱寧河と共に逮捕され、3年間服役した。1938年に出所すると、平壌・京城などで労働者として共産主義運動を継続し、1943年に満州に渡ったがまた逮捕され、1945年に日本が降伏するまで西大門刑務所で服役した。
1945年に日本の統治が終了すると、朝鮮共産党平安南道組織部長、責任書記を経て、1945年10月に朝鮮半島北部の中央組織である北部朝鮮分局が設置され、責任秘書に就任した。1946年に北朝鮮労働党が結成されると、中央委員会検閲委員会委員長、平安南道人民委員会委員に就任した。
1947年9月7日に病死し、愛国烈士陵に埋葬された。朝鮮民主主義人民共和国が建国されると、1951年に彼の名にちなんで金鎔範革命遺児学院が設置された。